# 22 Pułk Artylerii (LWP)

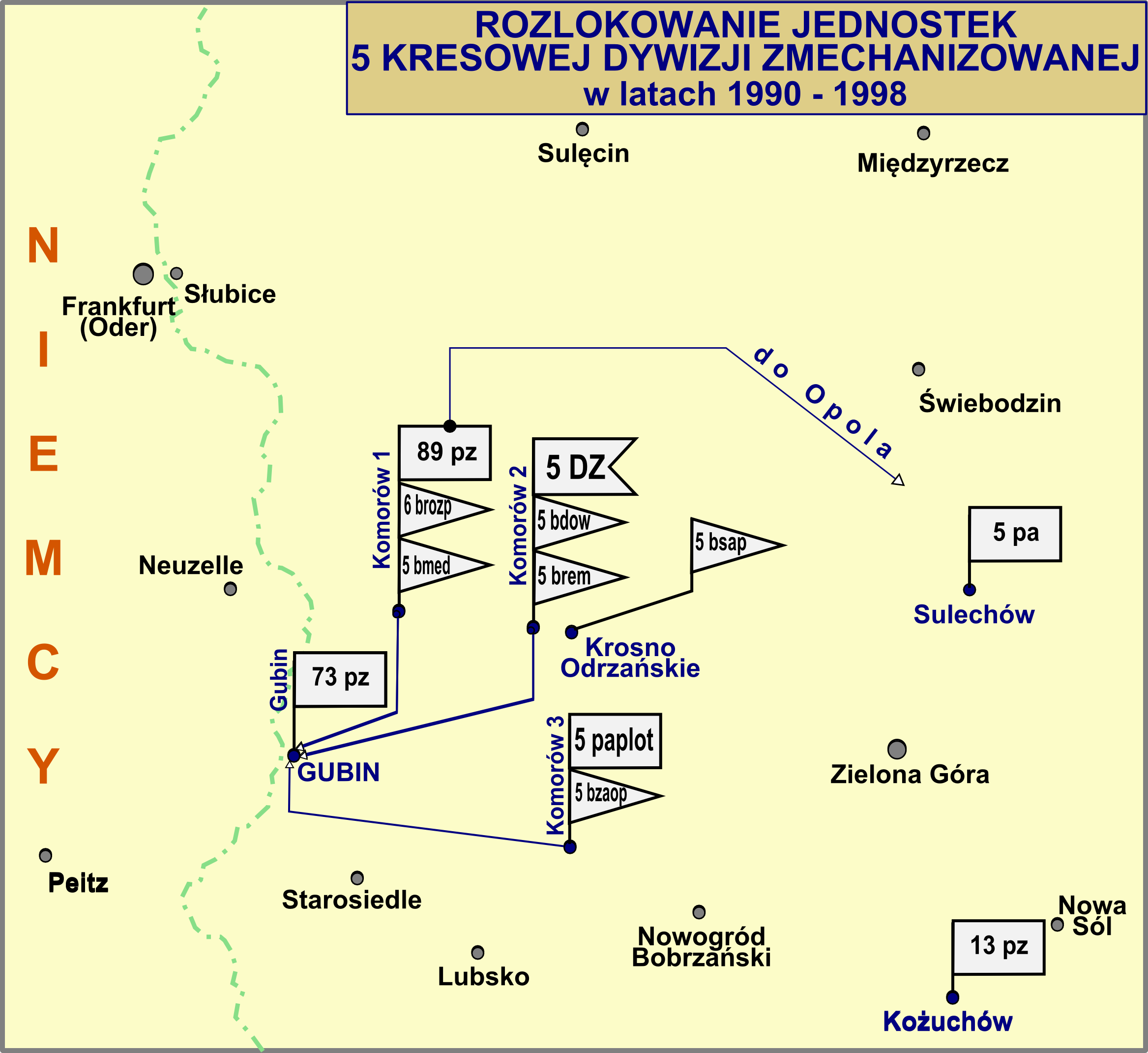
Rozlokowanie jednostek Dywizji

22 Pułk Artylerii (22 pa) – oddział Wojsk Rakietowych i Artylerii ludowego Wojska Polskiego.

## Historia
28 sierpnia 1955 22 Pułk Artylerii Lekkiej przeformowano na 22 Pułk Artylerii. Pułk wchodził w skład 4 Pomorskiej Dywizji Zmechanizowanej im. Jana Kilińskiego. 12 lutego 1960 Rada Państwa nadała mu nowy sztandar, ufundowany przez społeczeństwo ziemi lubuskiej, który wręczył dowódca Śląskiego Okręgu Wojskowego – gen. dyw. Czesław Waryszak. 22 lipca 1966 pułk udekorowano „Odznaką Tysiąclecia”. 16 kwietnia 1967 po raz pierwszy w tym dniu obchodzono święto pułku, odsłonięto również pomnik ku czci żołnierzy pułku poległych w II wojnie światowej. W połowie 1989 r. pułk przeszedł w podporządkowanie 5 Dywizji Zmechanizowanej. 4 czerwca 1993 nazwę jednostki zmieniono na 5 Pułk Artylerii.

## Struktura organizacyjna
- dowództwo, sztab
- bateria dowodzenia
  - plutony: rozpoznania, łączności, topograficzno-rachunkowy, rozpoznania dźwiękowego
- 2 dywizjony haubic 122 mm
- dywizjon haubic 152 mm
- pluton przeciwlotniczy
- kompanie: zaopatrzenia, remontowa, medyczna

Razem w pułku artylerii: 18 haubic 122 mm, 18 haubic 152 mm i 4 zestawy ZU-23-2.

## Dowódcy pułku
- ppłk Mieczysław Czubenko – od października 1957
- ppłk Janusz Stępień – od listopada 1958
- ppłk Edward Migaj – od lutego 1965
- ppłk dypl. Antoni Skibiński – od października 1967
- ppłk Łuczyk
- ppłk Czerniawski
- mjr dypl. Jan Gwóźdź (w 1981 r.)